# Thomas Chase-Casgrain
Pour les articles homonymes, voir Chase et Casgrain.
Thomas Chase-Casgrain, né le 28 juillet 1852 à Détroit dans l'état américain de Michigan et mort d'une pneumonie le 29 décembre 1916 à Ottawa dans la province canadienne de l'Ontario à l'âge de 64 ans, également appelé Thomas Casgrain, est un avocat et homme politique canadien-français, qui devint célèbre pour sa participation aux poursuites engagées contre Louis Riel. Bien que la Couronne fut représentée par  une importante équipe comprenant George Burbidge, Christopher Robinson, Britton Bath Osler et d'autres, Casgrain en était le seul membre canadien-français. Les sentiments pro-Riel dans la province de Québec étaient tellement forts que des mannequins à son effigie furent pendus et brûlés lors de manifestations. Cela ne l'empêcha cependant pas d'être élu à l'Assemblée législative du Québec, puis comme député de la Chambre des communes du Canada en tant que conservateur.

## Biographie

### Jeunesse et études
Il est le fils de Charles-Eusèbe Casgrain.
Thomas Chase-Casgrain fait des études au petit séminaire de Québec de 1867 à 1873, puis étudie la médecine pendant un an, de 1873 à 1874, à l'Université Laval. À cette même université, il étudie le droit jusqu'en 1877 et obtient une licence.

### Carrière
Il rejoint le barreau le 17 juillet 1877. Guillaume Amyot est son premier associé. En 1879, il est professeur de droit à l'université Laval. En 1883, il reçoit un doctorat dans ce domaine. Le gouvernement fédéral de John A. Macdonald le choisit pour faire partie de l'équipe d'avocats dans le procès de Louis Riel. Aux élections provinciales de 1886, il se présente en tant que candidat conservateur dans la circonscription de Québec. De 1891 à 1896, à Québec, il est procureur général dans les gouvernements de Boucherville et Taillon. Le 8 mars 1892, il est réélu, encore conservateur, dans Montmorency. Il devint bâtonnier du Québec de 1893 à 1895.
Sa sépulture est située dans le Cimetière Notre-Dame-des-Neiges, à Montréal.

## Liens
- Ressources relatives à la vie publique :   - Assemblée nationale du Québec
  - Parlement du Canada
- Ressource relative à plusieurs domaines :   - Répertoire du patrimoine culturel du Québec
- Notice dans un dictionnaire ou une encyclopédie généraliste :   - Dictionnaire biographique du Canada
- Notices d'autorité :   - VIAF
  - ISNI
- Expérience politique fédérale — Expérience politique fédérale